# Paul Flieder
Paul Flieder (* 1. Februar 1953 in Wien; † 20. Juli 2010 in Bregenz) war ein österreichischer Opernregisseur und Journalist.

## Leben
Paul Flieder besuchte das Bundesrealgymnasium Kandlgasse (BRG VII) in Wien und begann seine journalistische Karriere bei der Arbeiter-Zeitung. Er blieb zeitlebens auch als Autor tätig. 1981 war er Regieassistent von Christian Pöppelreiter an der Grazer Oper, 1983 dramaturgischer Mitarbeiter von Götz Friedrich an der Deutschen Oper Berlin, 1984–1986 Dramaturg am Musiktheater im Revier in Gelsenkirchen. 1987 erhielt er ein Walter-Felsenstein-Stipendium für seine Mitarbeit an der Komischen Oper Berlin.
Seit 1989 war Flieder als frei schaffender Regisseur, Dramaturg und Librettist tätig, mit Arbeiten unter anderem in Berlin, Budapest, Hamburg, Wien (hier vor allem an der Wiener Kammeroper). Er schrieb das Libretto zu der 2003 durch die Deutsche Oper Berlin aufgeführten Kinderoper Elster und Parzival (Musik Paul Hertel). Kulturpolitisch vertrat Flieder eine gegenüber dem das Publikum provozierenden Regietheater und der institutionalisierten Moderne, etwa dem „Deutschen Bühnenverein“, kritische Position, freilich mit äußerster Vorsicht.
Flieder war neben seiner künstlerischen Tätigkeit auch nach wie vor als Reporter unterwegs, erstellte TV-Dokumentationen aus Krisenregionen und schrieb einschlägige Berichte für führende Medien, etwa Die Zeit. Sein 2009 im Salzburger Residenz Verlag publiziertes Buch Der Barbier von Bagdad – Leben, Sterben, Glauben im Irak war die Frucht eines mehrmonatigen Aufenthaltes vor Ort und zeichnet ein düsteres Bild der Situation in dem von Chaos, Radikalisierung und potentiellen Bürgerkriegen bedrohten Land und von den Leiden seiner Bevölkerung. Flieder verstarb durch einen Herzanfall im Strandbad Bregenz. Ein groß angelegter Roman blieb dadurch unvollendet.

### Inszenierungen
- Flieder inszenierte im Auftrag des österreichischen Kulturministeriums in Ulaanbaatar und Tirana die jeweils ersten Aufführungen von Mozarts Don Giovanni.
- An der Nationaloper Athen war er für die erste griechische Wagner-Inszenierung verantwortlich, nämlich Der Fliegende Holländer.
- Regie bei der Uraufführung der Kirchenoper Franz Jägerstätter von Viktor Fortin.